# Kajžar
Kajžar je naselje v Občini Ormož.